# Squarepusher
Squarepusher, właśc. Tom Jenkinson (ur. 17 stycznia 1975) – brytyjski muzyk tworzący awangardową muzykę elektroniczną, związany z wytwórnią Warp Records.
W swojej twórczości, łączącej elektronikę z jazzem wykorzystuje także żywe instrumenty; sam gra m.in. na perkusji i gitarze basowej. Większość jego nagrań jest zaliczana do gatunków takich jak IDM, drill'n'bass, drum’n’bass, breakbeat.